# 长梗扁桃
长梗扁桃（学名：Prunus pedunculata）是蔷薇科李属的植物。分布于西伯利亚、蒙古以及中国大陆的内蒙古、宁夏等地，常生长在干旱草原或荒漠草原，目前尚未由人工引种栽培。

## 别名
长柄扁桃（中国果树分类学） 布衣勒斯（汉语拼音字母：buils，亦可泛指一切扁桃）

## 异名
- Prunus pedunculata (Pall.) Maxim.

## 外部連結
- 郁李仁 Yuliren （页面存档备份，存于） 中藥材圖像數據庫 (香港浸會大學中醫藥學院)